# 島本美由紀
島本 美由紀（しまもと みゆき、1975年2月10日 - ）は、日本の料理研究家・ラク家事アドバイザー・食品ロス削減アドバイザー・防災士。冷蔵庫収納＆食品保存アドバイザーや旅エッセイストの顔も持ち、複数の刊行物を著している。栃木県小山市出身。血液型O型。有限会社「ToDear」取締役、一般社団法人「食エコ研究所」代表理事。

## 略歴

### 人物
母の死をきっかけに料理研究家を志し、200４年から料理研究家として活動を開始。食べ物をムダにしないレシピや家事がラクに楽しくなるアイデアなどに定評がある。2018年に一般社団法人「食エコ研究所」を設立。食品ロス削減と防災備蓄の講演を行っている。

## テレビ・ラジオ
- あさイチ（NHK）
- ひるまえ ほっと（NHK）
- ヒルナンデス!（日本テレビ）
- ZIP!（日本テレビ）
- ハナタカ優越館（テレビ朝日）
- 家事ヤロウ!!!（テレビ朝日）
- あさチャン!（TBS）
- ノンストップ!（フジテレビ）
- バイキング（フジテレビ）
- ソレダメ!（テレビ東京）
- なないろ日和!（テレビ東京）
- 報道ランナー（関西テレビ）
- よ～いドン!（関西テレビ）
- UR LIFESTYLE COLLEGE（J-WAVE）
- TOKYO MORNING RADIO（J-WAVE）
- GOOD NEIGHBORS（J-WAVE）
- 生島ヒロシのおはよう一直線（TBSラジオ）
- ジェーン・スー 生活は踊る（TBSラジオ）
- 本名正憲のおはようラジオ（RCCラジオ）

など一部抜粋

## 著書
料理・お片づけ・食品保存・ラク家事・旅
- 「もしもに備える！おうち備蓄と防災のアイデア帖」（パイ・インターナショナル）
- 「調味料保存＆使い切りのアイデア帖」（パイインターナショナル）
- 「野菜が長持ち！使い切るコツ教えます」（小学館）
- 「簡単ずぼらレシピ」（文友舎）
- 「ラクラク！自家製お漬け物」（文友舎）
- 「新鮮野菜の冷凍術」（コスミック出版）
- 「主役になるゼッピン豆腐」（文友舎）
- 「食品収納の神ワザテクニック」（文友舎）
- 「肉・魚・加工食品保存のアイデア帖」（パイ・インターナショナル）
- 「食べて健康！薬味レシピ」（文友舎）
- 「野菜保存のアイデア帖」　（パイ・インターナショナル）
- 「生のまま野菜冷凍術＋肉・魚の冷凍術」　（ぶんか社）
- 「身体を温める　おいしいレシピ」　（ぶんか社）
- 「野菜のおいしい冷凍＆解凍」（毎日新聞出版社）
- 「食べて健康！発酵食レシピ」（ぶんか社）
- 「電子レンジでヘルシーおかず」（ぶんか社）
- 「いつでもおいしい！冷凍保存＆活用術」（コスミック出版）
- 「かわいいチェンマイ案内　増補新版」　（パイ・インターナショナル）
- 「毎日使える！絶品たまごレシピ」　（ぶんか社）
- 「旅するラオス・ルアンパバーン案内＋ついでにハノイ＆サパ」　（パイ・インターナショナル）
- 「ひと目でわかる！冷蔵庫で保存・作り置き事典」（講談社）
- 「とにかくかんたん　ゆる～っとはじめる　１０分自炊」　（東京書店）
- 「食べて健康！お酢レシピ」　（ぶんか社）
- 「フライパン１つで簡単！炒め物」　（ぶんか社）
- 「野菜たっぷり！簡単おかずスープ」　（ぶんか社）
- 「旅するバリ島・ウブド案内＋おまけにシドゥメン村」　（パイ・インターナショナル）
- 「全部美味しい！冷凍保存＆解凍術」（コスミック社）
- 「パパっと簡単！鍋レシピ」（ぶんか社）
- 「ラクうま！自家製お漬け物」（ぶんか社）
- 「生のまま　野菜冷凍術」　（ぶんか社）
- 「旅するホイアン・ダナン案内＋さくっとホーチミン」     （パイ・インターナショナル）
- 「もっと野菜を！生のままベジ冷凍」 （小学館）
- 「ひと目でわかる！食品保存事典」　（講談社）
- 「思わず自慢したくなる　料理のラクワザ３３３」　（河出書房新社）
- 「かわいいチェンマイ案内」　（パイ・インターナショナル）
- 「かわいいバンコク案内」　（パイ・インターナショナル）
- 「冷蔵庫超片付け術」　（双葉社）
- 「トクしておいしい　リメイクおかず２０１アイデア」　（双葉社）
- 「マイヤー電子レンジ圧力鍋でビストロごはん」　（池田書店）
- 「トクする冷蔵庫スッキリ活用術２５２」　（双葉社）
- 「ためず・忘れず・使い切る　ストック食品管理術」　（亜紀書房）
- 「韓流おうちごはん」　（主婦と生活社）
- 「冷蔵庫を片づけると時間とお金が１０倍になる！」　（講談社）
- 「捨てないキッチン」　（KKベストセラーズ）
- 「お家で簡単！元気が出る韓国ごはん」　（ダイアプレス）
- 「できたて　お弁当レシピ」　（徳間書店）
- 「おうちで韓国ごはん」　（KKベストセラーズ）
- 「時間とお金がもっと増える！キッチンお片づけ」　（講談社）
- 「ピザ＆デザートピザ」　（日東書院本社）
- 「ムダなし！冷凍庫活用ライフ」　（ソフトバンククリエイティブ）
- 「ちいさなおかず」　（主婦と生活社）
- 「時間とお金が１０倍になる！冷蔵庫お片づけ」　（講談社）
- 「１５分で１週間ラクラク　ストックおかず」　（グラフ社）
- 「ストックだねで便利なおかず」　（家の光協会）
- 「キムチごはん」　（主婦の友社）
- 「島本美由紀のカンタン！おいしい！おうちのごはん」　（ブティック社）
- 「韓国の食堂ごはん」　（パイ・インターナショナル）
- 「韓流グルメガイド」　（彩図社）
- 「ビューティ・ソウル」　（情報センター出版局）
- 韓国での出版　　２冊
- 台湾での出版　　４冊
- 中国本土での出版　　１冊